# Scuola americana di studi classici di Atene

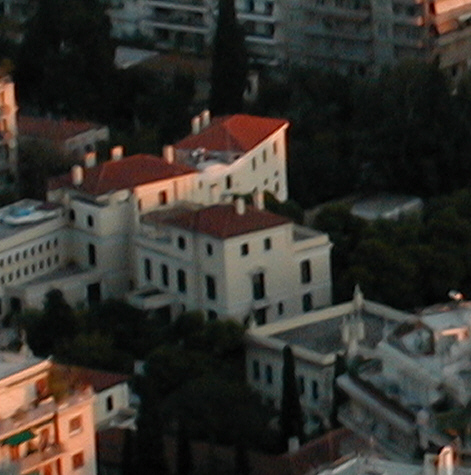
L'edificio principale dell'ASCSA, visto dal monte Licabetto.

La Scuola Americana di Studi Classici di Atene (in greco Αμερικανική Σχολή Κλασικών Σπουδών στην Αθήνα, in inglese American School of Classical Studies of Athens, da cui l'acronimo ASCSA) è una delle 17 scuole straniere di archeologia attive nella capitale greca. È stata fondata nel 1881 ed è ospitata nella prestigiosa sede posta nel centrale quartiere ateniese di Kolonaki, alle falde della collina del Licabetto. Costituisce uno dei maggiori centri culturali e di ricerca del mondo e offre soggiorni di formazione a studiosi e studenti provenienti da circa 170 istituti universitari del Nord America.

## Programma di studi
La Scuola americana ha il compito di introdurre i propri allievi alla conoscenza della storia, dell'arte e delle scienze del mondo greco dall'antichità ai nostri giorni mediante soggiorni annuali o estivi. La Scuola effettua campagne di scavo in numerosi siti archeologici sparsi in tutta la Grecia, e soprattutto nell'area dell'antica agorà di Atene, alle falde dell'Acropoli. A questo scopo si avvale di due strutture principali: la biblioteca Blegen, dedicata agli studi classici, e la biblioteca Ghennadios, specializzata nel mondo greco successivo all'età classica. Le biblioteche non prevedono il prestito dei volumi e sono aperte, oltre che agli ospiti della Scuola, ai ricercatori e agli studiosi della civiltà greca di tutto il mondo. Infine, nel 1992 è stato inaugurato il Laboratorio Wiener, ove si sviluppano moderni metodi scientifici applicati alla ricerca archeologica, paleoclimatica e geoarcheologica in Grecia.

## Campagne di scavo
La Scuola americana è responsabile, per conto del governo greco, delle campagne di scavo presso l'antica Corinto e dell'agorà di Atene, all'interno della quale la Scuola ha ricostruito l'antica loggia di Attalo, attuale sede del museo dell'agorà e del centro di ricerche annesso agli scavi. Altre campagne di scavo sono organizzate, a scopi didattici, in tutta la Grecia in collaborazione con il ministero ellenico della Cultura.

## La rivista "Hesperia"
La scuola pubblica una rivista specializzata trimestrale: la Hesperia, che offre ricerche, studi e articoli dedicati alla archeologia e alla filologia, ed è considerato uno dei più prestigiosi periodici del settore a livello internazionale. Il primo numero uscì nel 1932.